# Cyperoideae
Cyperoideae es una de las 2 subfamilias de plantas herbáceas de la familia Cyperaceae.    

## Tribus
La subfamilia está conformada por las siguientes tribus:
- Abildgaardieae
- Bisboeckelereae
- Cariceae
- Cladieae
- Cryptangieae
- Cypereae
- Dulichieae
- Eleocharideae
- Fuireneae
- Rhynchosporeae
- Schoeneae
- Scirpeae
- Sclerieae
- Trilepideae